# Homalopsis
Homalopsis – rodzaj węży z rodziny Homalopsidae.

## Zasięg występowania
Rodzaj obejmuje gatunki występujące w Azji (Indie, Nepal, Bangladesz, Mjanma, Tajlandia, Laos, Kambodża, Wietnam, Malezja, Singapur i Indonezja).

## Systematyka

### Etymologia
- Homalopsis: gr. ὁμαλος homalos „równy, gładki”[6]; οψις opsis „wygląd”[7].
- Pythonia: w mitologii greckiej Pyton (gr. Πυθων Puthōn) był wężem lub smokiem, strzegącym wyroczni Temidy w Delfach[8]. Gatunek typowy: Homalopsis semizonata Blyth, 1855.

### Podział systematyczny
Do rodzaju należą następujące gatunki:
- Homalopsis buccata – mieliznówka maskowa[9]
- Homalopsis hardwickii
- Homalopsis mereljcoxi
- Homalopsis nigroventralis
- Homalopsis semizonata